# Francisco Varela
Pour les articles homonymes, voir Varela.
Varela  García est un nom espagnol. Le premier nom de famille, en général paternel, est Varela ; le second, en général maternel, souvent omis, est García.
Francisco Javier Varela García (Talcahuano, 7 septembre 1946 - Paris 11e, 28 mai 2001) est un neurobiologiste chilien qui a fait évoluer les sciences cognitives en les ancrant dans les sciences du vivant, plus que humaines ou sociales. Avec Humberto Maturana, il souligne les capacités d'auto-organisation du vivant avec le concept d'autopoïèse. Il travaille sur les relations corps-esprit et trace la voie d'une réconciliation du bouddhisme et de la science.

## Carrière
Francisco Varela poursuit ses études secondaires au Colegio del Verbo Divino. Docteur en biologie à l'université de Harvard, en français : Université Harvard, il fut directeur de recherche au CNRS au laboratoire de Neurosciences Cognitives et Imagerie Cérébrale (LENA) à l'hôpital de la Salpêtrière et membre du Centre de recherche en épistémologie appliquée de l'École polytechnique.
Francisco Varela est l'auteur de nombreux ouvrages en biologie théorique et sciences cognitives ayant eu une influence théorique largement au-delà de ses domaines d'études initiaux. Ses travaux ont ainsi influencé le domaine de recherche de l'intelligence artificielle et plus précisément de la vie artificielle. En 1991, il coorganise la première ECAL (European Conference on Artificial Life). La vingtième édition qui eut lieu à Paris en août 2011 fut présentée en son hommage.
En 1987, Varela, avec R. Adam Engle, a fondé le Mind and Life Institute initialement pour structurer un dialogue entre sciences cognitives et bouddhisme, ensuite pour associer science et sagesse contemplative dans le but de mieux comprendre le fonctionnement de l'esprit et de créer à partir de là un changement positif dans le monde. L'institut vise à dépasser la recherche du bien-être individuel pour contribuer à l'épanouissement d'une communauté humaine consciente de l'interconnexion du vivant et de ce qui soutient le vivant.
Il est mort en 2001 d'une hépatite C, laissant quatre enfants, dont sa fille, l'actrice Leonor Varela. Son épouse, Amy Cohen-Varela est membre du bureau exécutif de Mind and Life Europe.

## Énaction, autopoïèse et auto-organisation du vivant
Disciple et collaborateur de Humberto Maturana, Varela élabore avec lui une théorie de l'organisation biologique, identifiant la vie avec l'autopoïèse, c'est-à-dire pour simplifier un réseau de processus se régénérant lui-même récursivement. Pour Varela, la cellule est l'unité minimale du vivant et l'exemple paradigmatique d'un système autopoiétique. Cette capacité d'auto-organisation à multiple niveau, de la cellule aux organismes complexe constitue pour ces deux auteurs ce qui définit le vivant,.
Varela prolonge ses réflexions sur l'autopoièse (en français : autopoïèse), en proposant une théorie originale de la cognition, cherchant à dépasser l'opposition dualiste entre subjectivisme objectivisme : la théorie de l'énaction ou cognition incarnée. Elle permet d'appréhender l'action adaptative de tout organisme vivant comme structurée autour des polarités indissociables connaissance/action et action/connaissance. Selon Rinaldi, son œuvre tend également à accorder une place de choix à la dimension incarnée de la cognition : "Varela a su ramener la biologie à la table des disciplines travaillant sur la cognition".

## Œuvres principales
Varela a écrit de nombreux livres et articles.
- Invitation aux sciences cognitives, 1988.
- Autonomie et connaissance, essai sur le vivant, 1989[10].
- Avec Evan Thompson et Eleanor Rosch, L'inscription corporelle de l'esprit, sciences cognitives et expérience humaine, 1993,  (ISBN 2020134926).
- Avec Humberto Maturana, L'arbre de la connaissance : racines biologiques de la compréhension humaine, Paris, Addison-Wesley France, 1994.
- Quel savoir pour l'éthique : Action, Sagesse et Cognition, 1996.
- Passerelles, entretiens avec des scientifiques sur la nature de l'esprit, avec le dalaï-lama, et Jeremy Hayward, traduit par Claude B. Levenson, Albin Michel 1995, Poche : Albin Michel 2000,  (ISBN 2226115102) (livre des Actes du colloque Mind and Life I (1987)).
- Daniel Goleman, Quand l'esprit dialogue avec le corps, (participation), Guy Trédaniel, 1998,  (ISBN 9782857079262).
- Dormir, rêver, mourir : explorer la conscience avec le Dalaï-Lama, avec le dalaï-lama, traduit par Claude B. Levenson, Nil éditions, 1998,  (ISBN 2841110990).
- (en) Avec Natalie Depraz et Pierre Vermersch, On becoming aware: a pragmatics of experiencing, 2003.
- À l'épreuve de l'expérience. Pour une pratique phénoménologique aux éditions Zeta, 2011. Voir l'entretien avec Natalie Depraz pour la parution française de On becoming aware.
- Le Cercle créateur. Écrits (1976-2001), avec Michel Bitbol, Jean-Pierre Dupuy, Jean Petitot, traduction Amy Cohen-Varela, Seuil, 2017,  (ISBN 9782021112153).